# Tricyphona (Tricyphona) katahdin
Tricyphona (Tricyphona) katahdin is een tweevleugelige uit de familie Pediciidae. De soort komt voor in het Nearctisch gebied.